# 밧사
밧사(산스크리트어: वत्स 바차)는 앙굿따라 니까야에 언급된 고대 인도의 십육대국 중 하나이다. 밧사의 영토는 갠지스강 남쪽에 위치했으며, 수도는 야무나강 인근에 있는 도시인 카우샴비이다.

## 역사
밧사는 쿠루 왕조의 분파였다. 리그베다 시대 동안 쿠루 왕국은 하리아나 및 강가-야무나 도압, 프라야가/카우샴비까지의 지역을 차지했으며 하스티나푸라를 수도로 두었다. 후기 베다 시대에 하스티나푸라는 홍수로 파괴되었고, 쿠루 국왕 니칵슈는 신하들과 함께 왕조의 수도를 새로 건설된 도시인 카우샴비로 옮겼다. 이후 십육대국 시대에 쿠루 왕조는 쿠루와 밧사로 분할되었는데, 쿠루가 하리아나 및 델리의 상부 도압을 차지하고 밧사는 하부 도압을 차지했다. 이후 밧사는 두 개의 분파로 더 나뉘었는데, 하나는 마투라에, 다른 하나는 카우샴비에 있었다.
푸라나는 갠지스강에 의해 하스티나푸라가 침수된 후 자나메자야의 증손자인 바라타 왕 니칵슈가 도시를 버리고 니칵슈에 정착했다고 말한다. 이는 스바프나바사바닷타와 프라티즈나-야우간다라야나에 의해 뒷받침되며 두 사람 모두 우다야나 왕을 바라타족의 자손으로 묘사했다. 푸라나는 니칵슈 왕부터 크셰마카 왕까지의 군주 목록을 나열한다. :p.117–8다른 푸라나에서는 밧사 왕국이 카시 국왕 밧사의 이름을 따서 명명되었다고 말한다. 라마야나와 마하바라타는 수도 카우샴비가 형성된 공로를 체디 왕자 쿠샤 또는 쿠샴바에게 돌린다.
마하바라타와 하리밤사는 밧사와 바르가 사이의 긴밀한 연결을 말한다. :p.98

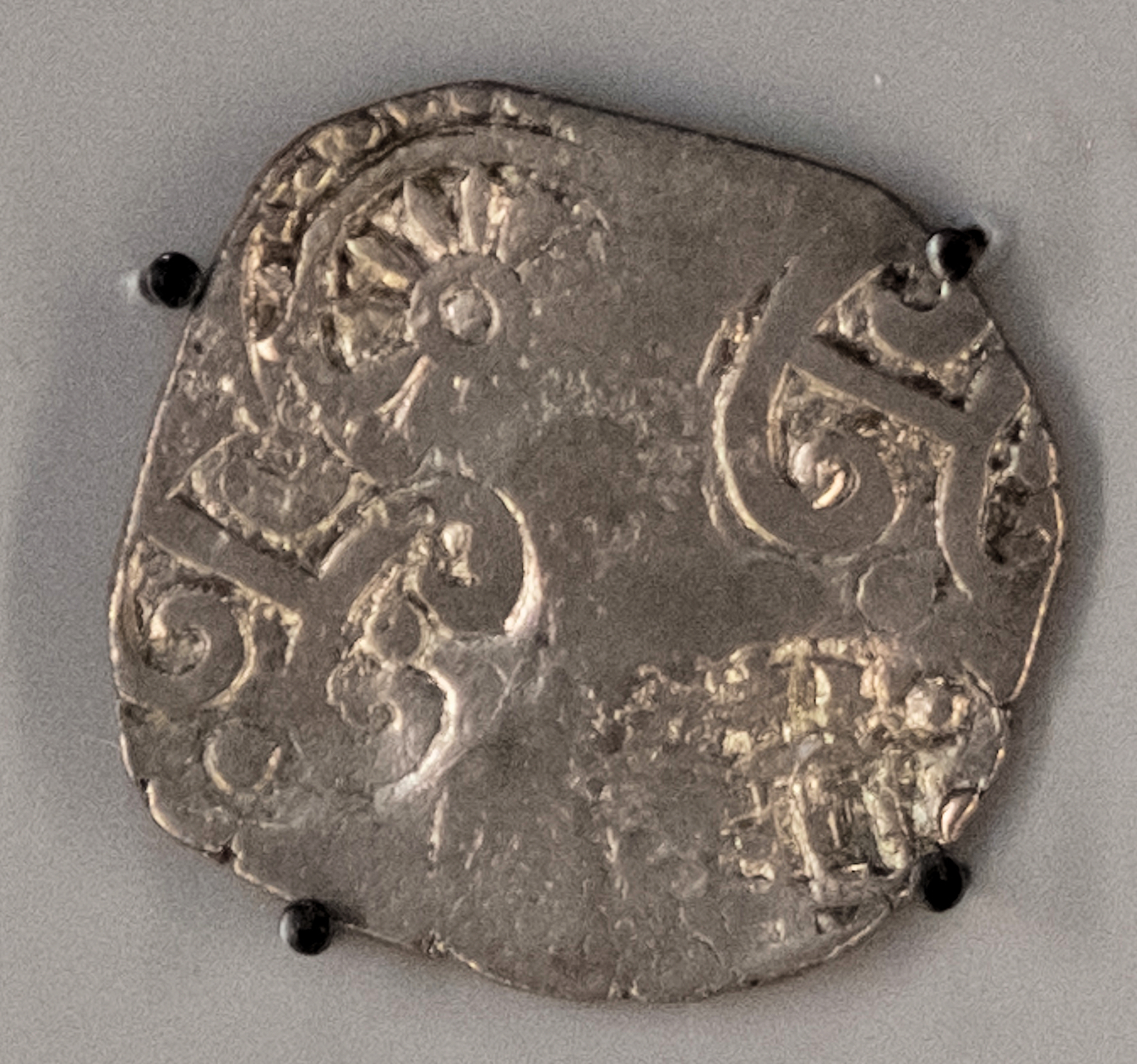
밧사 동전 (400-300 BCE)

밧사의 바라타 왕조의 첫 번째 통치자로 추정되는 확실한 인물은 파란타파의 사타니카 2세이다. 푸라나에서는 그의 아버지의 이름이 바수다나라고 말하는 반면 바사는 사하스라니카라고 말한다. 사타니카 2세는 우다야나의 어머니인 비데하의 공주와 결혼했다. 그는 또한 리차비 추장 체타카의 딸인 므리가바티와 결혼했다. 그는 다디바하나의 치세 동안 앙가의 수도인 참파를 공격했다. :p.119
사타니카의 아내이자 우다야나의 어머니는 므리가바티 왕비였다. 그녀는 바이샬리의 지도자인 체타카의 딸이었다. 특정 상황에 대한 출처는 다르지만 그녀는 일정 기간 동안 아들을 위해 섭정으로 통치했다고 기록된다. 자이나교 문학에 따르면 우다야나는 사타니카가 죽었을 때 아직 미성년자였기 때문에 "왕국을 다스릴 책임은 므리가바티 왕비의 어깨에 떨어졌다... 그녀의 아들이 충분히 자랄 때까지". 반면에, 바사의 프라티즈나야우간다라야나는 우다야나가 아반티의 왕 프라드요타에 의해 포로로 잡혀 있는 동안 그녀가 "행정을 전적으로 책임졌다"며, "그녀가 임무를 수행하는 방식은 경험이 풍부한 장관들의 감탄을 불러일으켰다"고 말한다. 므리가바티는 인도 역사상 가장 초기에 알려진 여성 통치자 중 한 명으로 유명하다.
므리가바티 왕비의 섭정이 끝난 후에는 우다야나가 밧사를 다스렸다. 스바프나바사바닷타와 프라티즈나야우간다라야나 및 기타 많은 전설의 낭만적인 영웅인 우다야나는 석가모니와 아반티 국왕 프라드요타와 동시대 사람이었다. :p.119
푸라나에 따르면 우다야나의 4 후계자는 바히나라, 단다파닐, 니라미트라 및 크셰마카이다. 나중에 밧사 왕국은 아반티 왕국에 합병되었다. 프라드요타의 증손자 마니프라바는 아반티의 제후로서 카우샴비를 다스렸다. :pp.180, 180n, facing 565
밧사는 궁극적으로 시슈나가에 의해 마가다에 합병되었다.

## 참고 문헌
- Singh, Upinder (2016), 《A History of Ancient and Early Medieval India: From the Stone Age to the 12th Century》, Pearson PLC, ISBN 978-81-317-1677-9